# Fay Lanphier
Fay Elinora Lanphier (12 de diciembre de 1905 – 21 de junio de 1959) fue una modelo y actriz estadounidense conocida sobre todo por haber ganado el título de Miss Santa Cruz en 1924 y luego el de Miss California y Miss América en 1925.

## Primeros años
Lanphier nació en El Dorado, California, la mayor de los seis hijos de Percival Caspar Lanphier y Emily Elenora Olson. Su familia se trasladó más tarde a Alameda, California. El padre de Lanphier murió antes de que ella fuera adolescente. En diciembre de 1924, Lanphier firmó un contrato con Max Graf para protagonizar una serie de cortometrajes producidos en la península de San Francisco.

## Carrera

### Concursos
Fue Rose Queen en 1925. Hasta la fecha, es la única persona que ha ostentado ambos títulos al mismo tiempo. También es la primera Miss California en convertirse en Miss América. Antes de ser Miss California, fue Miss Santa Cruz 1924. Lanphier ganó Miss América en 1925 en una votación de 12–3.

### Carrera cinematográfica
Lanphier apareció en la película de Paramount Pictures The American Venus (1926), que incluía un concurso de belleza y estaba coprotagonizada por Louise Brooks, y actuó durante un breve periodo de tiempo en los escenarios de San Francisco con los Henry Duffy Players.

## Vida personal
El 8 de junio de 1928, Lanphier se casó en con Sidney M. Spiegel, hijo de Joseph Spiegel, en Chicago. Se divorciaron tras seis meses de matrimonio.
En 1931, se casó con Winfield Daniels, su amor del instituto, con quien tuvo dos hijas. Estuvieron casados hasta su muerte en 1959.

## Últimos años y muerte
Tras su segundo matrimonio, Lanphier se retiró de la vida pública y se convirtió en ama de casa y madre. Vivió en Orinda, un suburbio de Oakland, California, hasta su muerte por hepatitis y neumonía vírica a los 53 años, el 21 de junio de 1959.
El 24 de junio de 1959, Lanphier fue enterrada en el Outdoor Mausoleum del Mountain View Cemetery en Oakland, California.